# Sven Braken
Sven Braken (Maastricht, 12 giugno 1993) è un calciatore olandese, attaccante dell'MVV.

## Carriera
Ha indossato le maglie di MVV Maastricht, Almere City, NEC Nijmegen ed FC Emmen, mettendo insieme 173 presenze e 48 gol nella seconda divisione e 12 presenze e 2 reti nel massimo campionato olandese.
Il 2 settembre 2019 si trasferisce al Livorno, dove milita per due stagioni.